# ママン
同じ作者による似た彫刻と混同しないでください: Spider or Crouching Spider
Maman (1999) はルイーズ・ブルジョワによるステンレス、青銅、大理石製のインスタレーション彫刻作品である。この蜘蛛をかたどった彫刻は、高さ30フィート、幅33フィート(927 x 891 x 1024 cm)を超える。 32個の大理石の卵が入った袋があり、その腹部と胸部は青銅でできている。
題名のママンは「母」を意味するフランス語。この彫刻は1999年にブルジョワの「The Unilever Series」の年次委員会就任に伴って制作された。 最初の作品はスチールで制作され、その後にブロンズで鋳造したものが６つある。

## 哲学と意味
この彫刻は、1947年にブルジョワが最初に小さなインクと木炭で描いたクモのテーマを取り上げ、1996年制作のSpiderに続いている 。蜘蛛は紡績、織り、養育、保護の全てを持つブルジョワの母親の強さを暗示している。彼女の母親、ジョセフィーヌと父親ルイは、パリでタペストリーの修理をする工房を経営していた 。ルイーズが21歳の時、母親を謎の病によって亡くす。母の死の数日後、彼女の悲しみを深刻に捉えなかった父の目前でルイーズはビエーブル川に身を投げ自殺を図ったが、父によって救護され、一命をとりとめた。
The Spider is an ode to my mother. She was my best friend. Like a spider, my mother was a weaver.  My family was in the business of tapestry restoration, and my mother was in charge of the workshop. Like spiders, my mother was very clever. Spiders are friendly presences that eat mosquitoes. We know that mosquitoes spread diseases and are therefore unwanted. So, spiders are helpful and protective, just like my mother.—Louise Bourgeois

## 展示場所
制作されたうちいくつかは常設展示されている:
- テート・モダン(イギリス) – 2008年のこの彫刻の恒久的な取得は、Tate Mordernの歴史的瞬間の1つと考えられている。 「ママン」は最初にタービンホールで展示され、その後2000年にギャラリーの外で展示された。展示は驚きと楽しさの混合した反応で受け取られた。テート・モダンが所有する彫刻は、唯一ステンレス鋼で作られたものである[4]。
- カナダ国立美術館(オタワ,カナダ) – 2005年に320万ドルでこの彫刻を取得した。当時、ギャラリーの年間予算の約3分の1を費やしていたため、一部の批評家は価格が高すぎると批判した[6]。
- ビルバオ・グッゲンハイム美術館(スペイン)[7]
- 森美術館、六本木ヒルズ森タワー広場(東京,日本)[8]  – 森美術館の屋外に展示されている[9]。

- サムスン美術館 Leeum(韓国)[10]
- クリスタルブリッジミュージアムオブアメリカンアート（英語版）(アメリカ)[11]
- カタールナショナルコンベンションセンター（英語版）(ドーハ, カタール)[12]

## 一時的な展示場所
ツアーでの展示場所:
- 2001年: ロックフェラー・センター, ニューヨーク,アメリカ[1]
- 2001年: City Hall, ハーグ, オランダ[要出典]
- 2002年: エルミタージュ美術館, サンクトペテルブルク, ロシア[1]
- 2003年: Nytorv, コペンハーゲン, デンマーク[要出典]
- 2006年: Mariakerke, オーステンデ, ベルギー[13]
- 2007年: Wanås Castle, スウェーデン
- 2008年: Jardin des Tuileries, パリ, フランス[14]
- 2008年: ポンピドゥー・センター, パリ, フランス[15]
- Institute of Contemporary Art, ボストン, マサチューセッツ,アメリカ,2007年3月27日-2008年3月2日[要出典]
- カポディモンテ美術館, ナポリ, イタリア,2008年10月18日-2009年1月25日[要出典]
- Fundacion Proa, ブエノスアイレス, アルゼンチン,2011年[15]
- サンパウロ近代美術館, サンパウロ, ブラジル, 2011年
- Bundesplatz, ベルン, スイス, 2011年5月24日 – 2011年6月7日[14]
- Bürkliplatz, チューリッヒ, スイス, 2011年6月10日 – 2011年8月2日[14]
- Place Neuve, ジュネーブ, スイス, 2011年8月3日– 2011年8月28日
- バイエラー財団, リーエン/バーゼル, スイス, 2011年9月3日 – 2012年1月8日[14]
- ハンブルク美術館, ハンブルク, ドイツ, 2012年1月23日 – 2012年6月17日
- Qatar National Convention Centre, カタール – 2012年1月20日から6月1日まで、カタール国立コンベンションセンターで、「意識と無意識」展の中心として展示された。中東で展示されるブルジョアの作品の最初の個展[16]。 主催はカタール博物館局[17]。
- 六本木ヒルズ, 東京,日本 2012年 – 2013年

- Qatar National Convention Centre, ドーハ, カタール,2014年2月
- ベジャス・アルテス宮殿, メキシコシティ, メキシコ, 2013年11月15日 – 2014年３月2日
- ストックホルム近代美術館, ストックホルム, スウェーデン, 2015年1月 – 2015年5月17日

## もっと見る
- クモの文化的描写（英語版）
- ルイーズ・ブルジョワの作品リスト（英語版）
- Spider
- ドゥニ・ヴィルヌーヴ監督のフィーチャー映画「Enemy（英語版）」

## ギャラリー

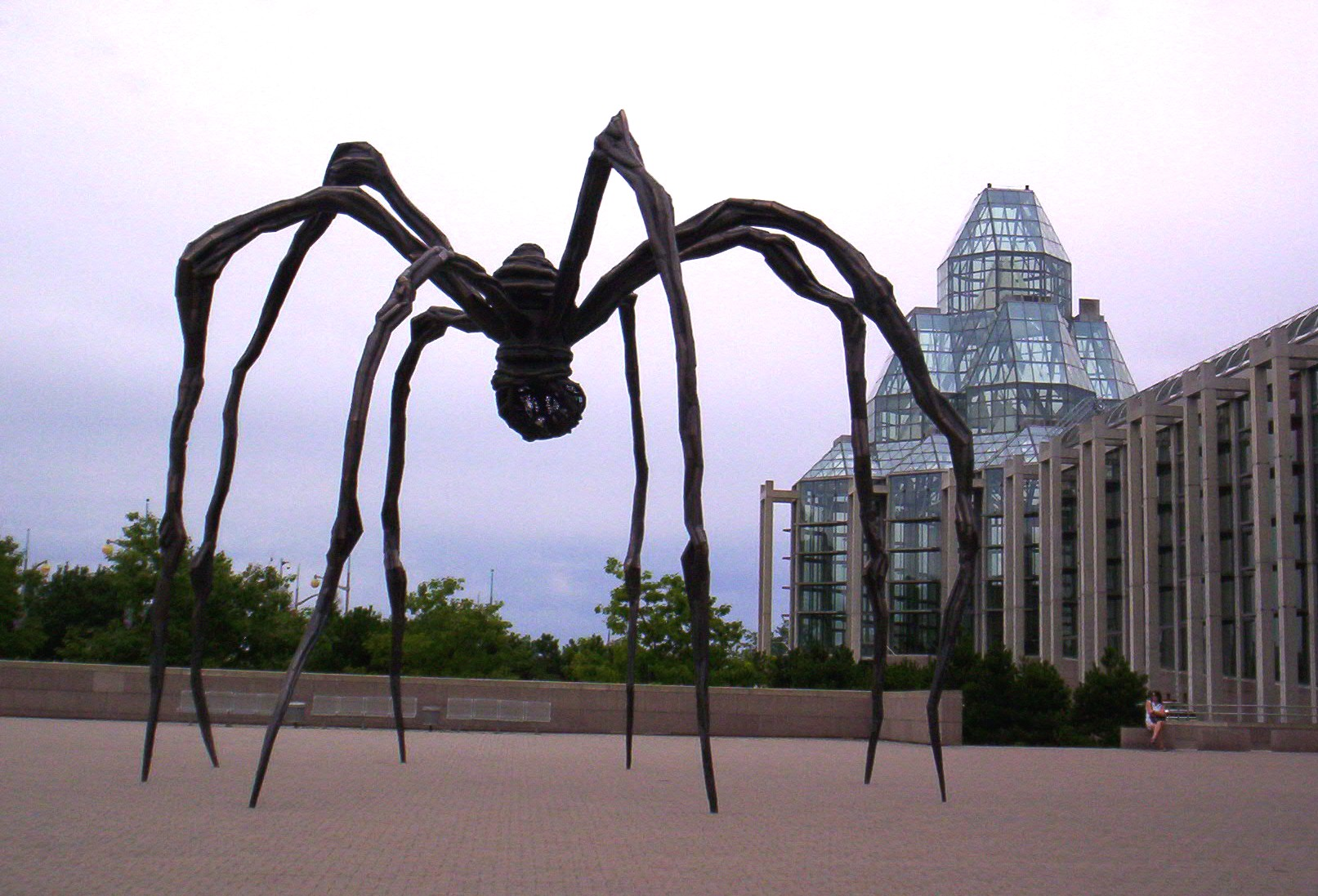
カナダ国立美術館
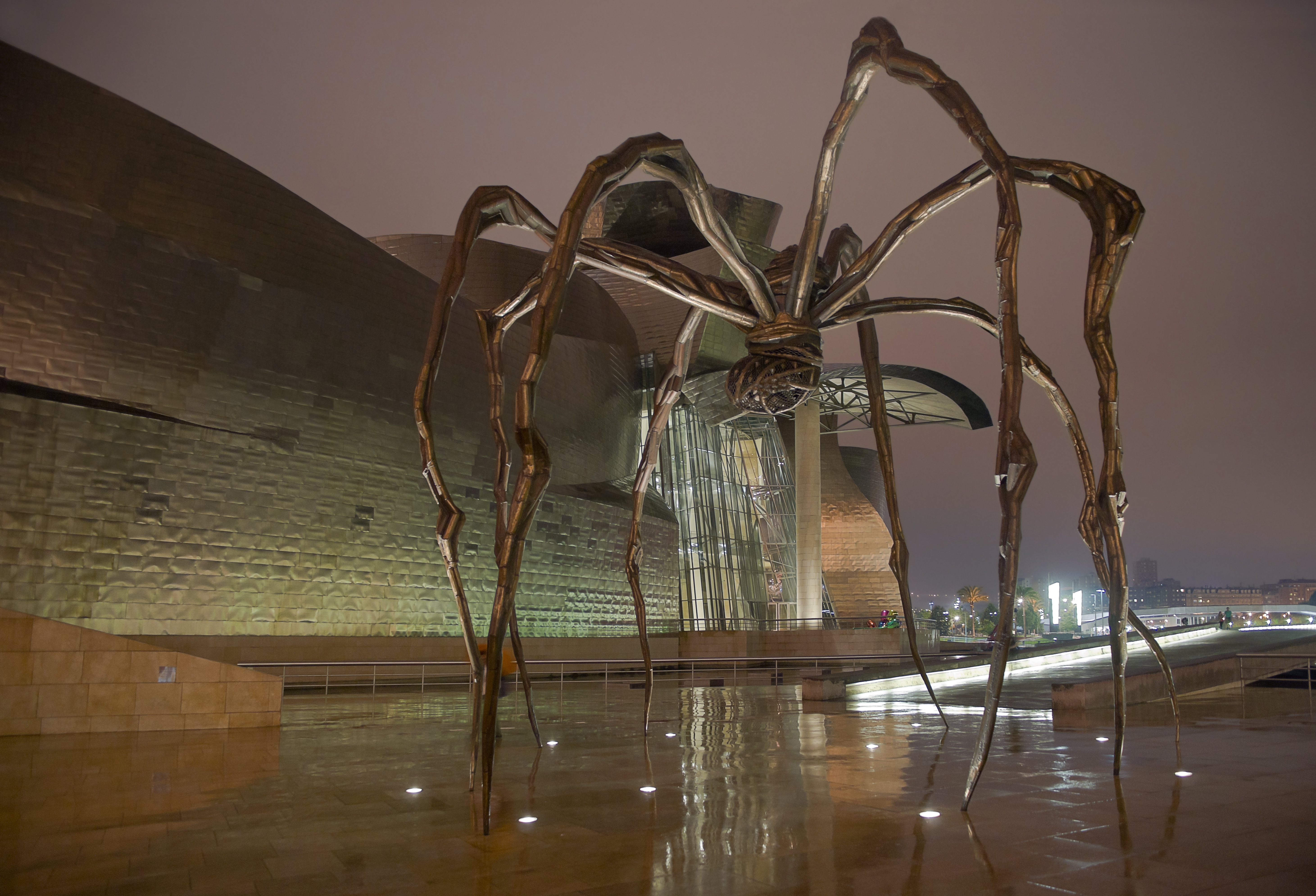
At the Guggenheim Museum Bilbao
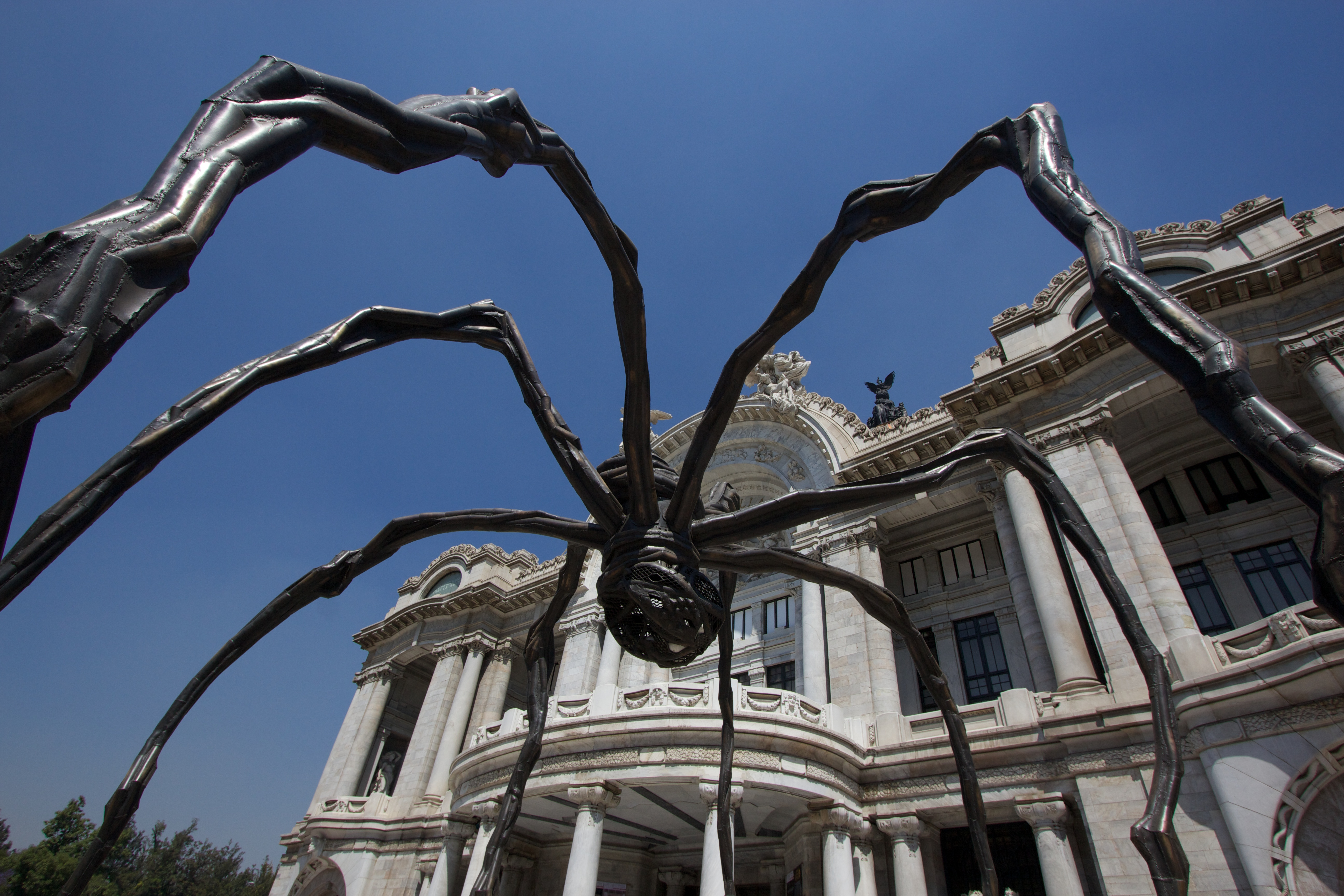
ベジャス・アルテス宮殿
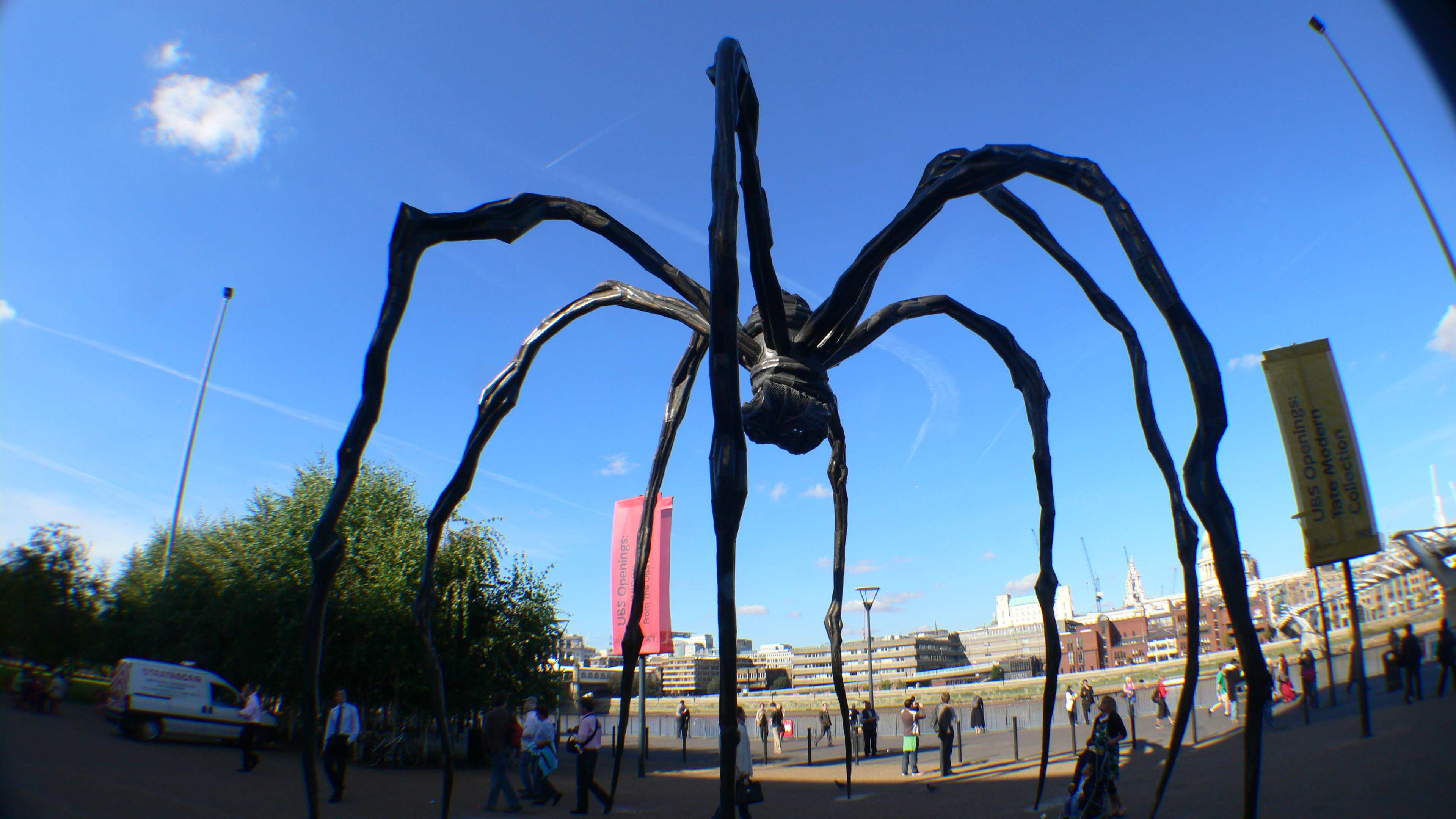
テート・モダン
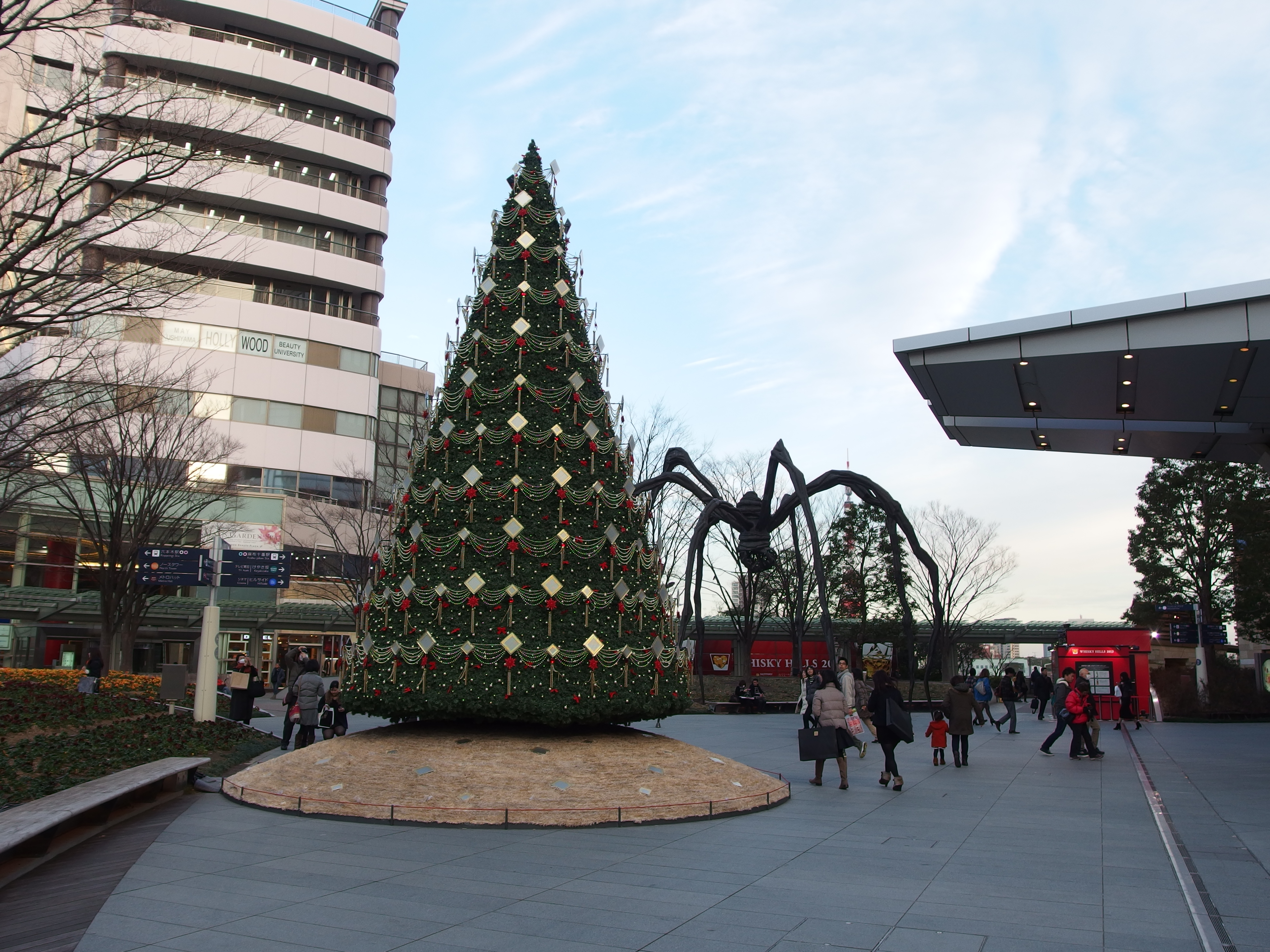
東京・六本木ヒルズ森タワー広場